# Ермаковское сельское поселение (Нововаршавский район)
Ермаковское се́льское поселе́ние — муниципальное образование в Нововаршавском районе Омской области Российской Федерации.
Административный центр — село Ермак.

## История
Статус и границы сельского поселения установлены Законом Омской области от 30 июля 2004 года № 548-ОЗ «О границах и статусе муниципальных образований Омской области»

## Население
| 2010  | 2011  | 2012  | 2013  | 2014  | 2015  | 2016  |
| ----- | ----- | ----- | ----- | ----- | ----- | ----- |
| 2504  | ↘2503 | ↘2495 | ↘2457 | ↘2416 | ↘2390 | ↘2378 |
| 2017  | 2018  | 2019  | 2020  | 2021  | 2023  |       |
| ↘2370 | ↘2354 | ↘2293 | ↘2230 | ↘2221 | ↘2167 |       |

## Состав сельского поселения
| № | Населённый пункт | Тип населённого пункта       | Население |
| - | ---------------- | ---------------------------- | --------- |
| 1 | Александровка    | село                         | 546       |
| 2 | Алкул            | аул                          | 284       |
| 3 | Береговое        | село                         | 290       |
| 4 | Ермак            | село, административный центр | 1032      |
| 5 | Караман          | аул                          | 352       |